# Tropa de élite (película)
Tropa de élite es una película brasileña de acción y drama del año 2007. La película es una historia de ficción del BOPE (en portugués: Batalhão de Operações Policiais Especiais) el Batallón de Operaciones Especiales de la Policía Militar de Río de Janeiro. Es la segunda película del director José Padilha, que anteriormente había dirigido la aclamada Bus 174. El guion fue escrito por el guionista nominado al premio Óscar Braulio Mantovani, basado en el libro Elite da Tropa (Tropa Élite) escrito por el sociólogo Luiz Eduardo Soares, con la colaboración de dos capitanes retirados del BOPE, André Batista y Rodrigo Pimentel.

## Sinopsis
Nascimento (Wagner Moura), capitán del BOPE, la Tropa de Elite de Río de Janeiro, es asignado para comandar uno de los equipos que tienen como misión apaciguar la favela ubicada en el Morro do Turano con motivo de la visita del papa Juan Pablo II de aquel año.	
El capitán se enfrentará con sus miedos internos a la hora de cumplir con las órdenes de sus superiores al mismo tiempo que tratará de cumplir con su deseo y el de su mujer, Rosane (Maria Ribeiro) de salir de la línea del frente del Batallón y encontrar al sustituto ideal.
Al mismo tiempo dos aspirantes para oficiales de la Policía Militar del Estado de Río de Janeiro: Neto (Caio Junqueira) y Matías (André Ramiro) están ansiosos por entrar en acción y formar parte de la Tropa de élite.

## Premios
- Ganadora Oso de Oro, 58.º Festival de Cine de Berlín (Mejor Película)..
- Ganadora del Trofeo Spóndylus, 12.° Encuentro Latinoamericano de Cine, Festival de Lima (Primer Premio del Público).
- Premio Cóndor de Plata a la mejor película iberoamericana.

## Elenco
- Wagner Moura, Capitán Roberto Nascimento
- André Ramiro, André Matias
- Caio Junqueira, Neto
- Milhem Cortaz, Capitán Fábio
- Fernanda Machado, Maria
- Maria Ribeiro, Rosane
- Fábio Lago, Baiano
- Fernanda de Freitas, Roberta
- Paulo Vilela, Edu
- Marcelo Valle, Capitán Oliveira
- Marcello Escorel, Coronel Otávio
- André Mauro, Rodrigues
- Paulo Hamilton, Soldado Paulo
- Thogun, Cabo Tião
- Rafael d’Avila, Xuxa
- Emerson Gomes, Xaveco
- Patrick Santos, Tinho
- Erick Maximiano Oliveira, Marcinho
- Bruno Delia, Capitán Azevedo
- André Santinho, Teniente Renan
- Ricardo Sodré, Cabo Bocão

## Recepción de la crítica
La crítica de la película fue dividida, pero en general fue bien recibida por el público. Pese a ello surgió la controversia en la crítica de cine al condenarse que el filme daba "glamour" a situaciones de simple brutalidad policial, presentando una romantización de la violencia. Artur Xexéo, del periódico O Globo defendió al director: "creer que Jose Padilha apoya las prácticas del BOPE por dirigir "Tropa de Élite", tiene tanto sentido como acusar a Francis Ford Coppola de tener vínculos con la Mafia por dirigir “El padrino”."
Plinio Fraga, de “Folha de S. Paulo” (Hoja de S. Paulo), criticó la película de forma negativa por parecerse a una producción de Hollywood. El director de la película respondió diciendo que en Brasil existe una cultura de desvalorización hacia las películas bien rodadas: “Si es bien filmada es Hollywoodense”.
La revista cultural estadounidense Variety realizó una dura crítica sobre la película poco antes del Festival de Cine de Berlín, clasificándola como "hábil para reclutar matones fascistas" y acusándola de mostrar la violencia indiscriminada de la policía brasilera bajo una luz favorable. 
Debido a tanta controversia, "Tropa de élite" fue una de las películas brasileñas más comentadas de la historia. Según el Instituto Datafolha, el 77% de los habitantes de Sao Paulo ya conocían la película tras apenas dos semanas en cartelera y con una publicidad limitada a carteles callejeros. La opinión pública encontró la película buena, con un 80% de los entrevistados evaluándola como excelente o buena.

## Banda sonora
La banda sonora oficial de la película fue lanzada en octubre de 2007 por EMI Music. La pista del mismo nombre, grabado por el grupo de Tihuana ("Tropa de Elite") recibió una certificación de platino, debido a más de 100.000 descargas pagadas según ABPD.

## Secuela
Una secuela titulada Tropa de élite 2 fue estrenada el 8 de octubre de 2010.